# Korytowo Małe
Korytowo Małe (niem. Klein Kurtow See) – jezioro rynnowe w Polsce, położone w województwie zachodniopomorskim, w powiecie choszczeńskim, w gminie Choszczno.
Akwen leży na Pojezierzu Choszczeńskim, około 1 km na południe od miejscowości Korytowo. Jezioro płytkie, typu eutroficznego, od wschodniej strony silnie porośnięte roślinnością wodną.